# Anneau noethérien

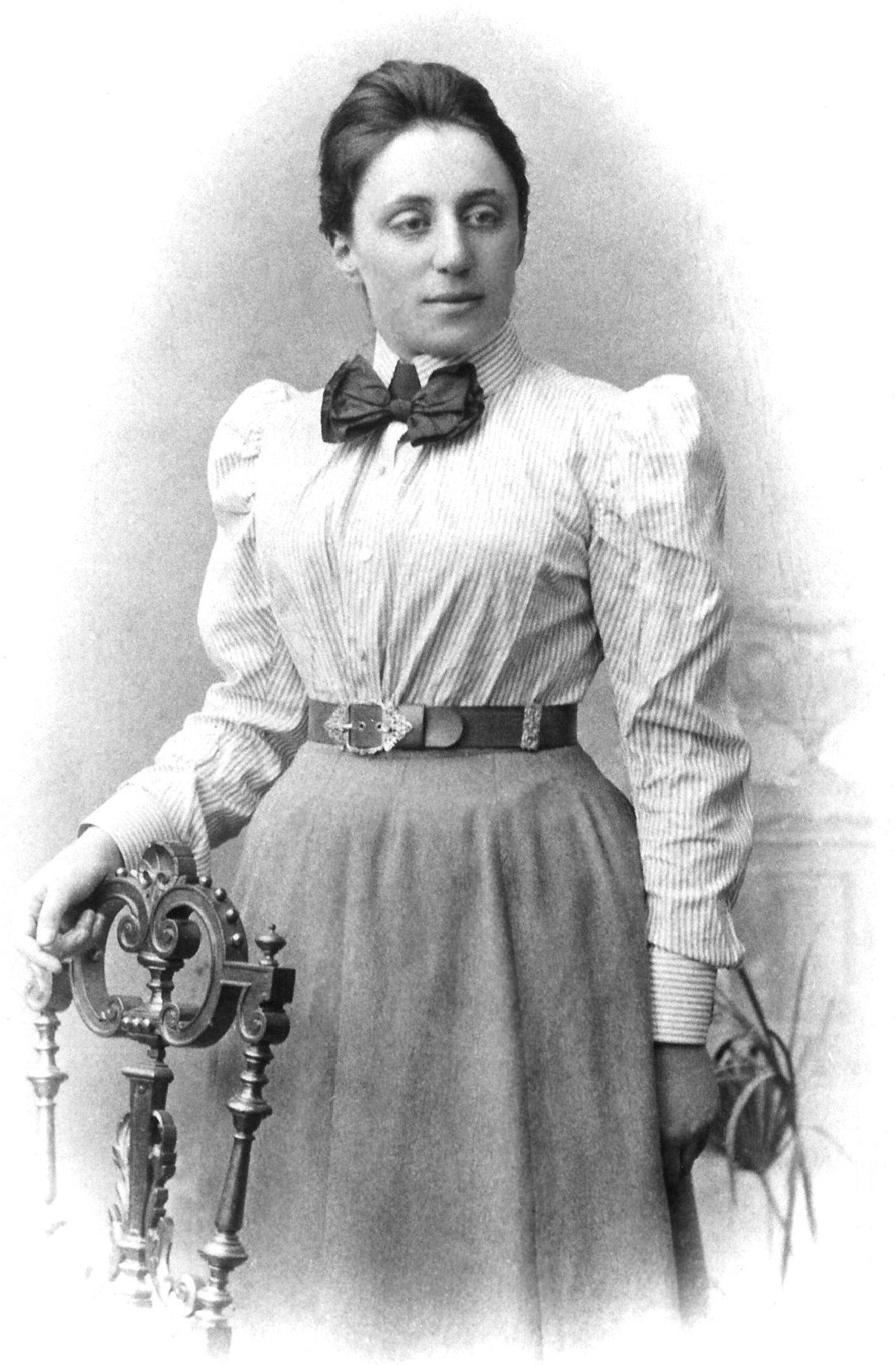
Emmy Noether formalise les propriétés d'une famille particulière d'anneaux maintenant appelés anneaux noethériens.

En mathématique, un anneau noethérien est un cas particulier d'anneau, c'est-à-dire d'un ensemble muni d'une addition et d'une multiplication compatible avec l'addition, au sens de la distributivité.
De nombreuses questions mathématiques s'expriment dans un contexte d'anneau, les endomorphismes d'un espace vectoriel ou d'un module sur un anneau, les entiers algébriques de la théorie algébrique des nombres, ou encore les surfaces de la géométrie algébrique. Si les anneaux sont nombreux, rares sont ceux disposant des propriétés communes aux exemples les plus simples comme les entiers relatifs ou les polynômes à coefficients dans un corps. La division euclidienne n'existe en général plus, les idéaux, outils majeurs de la théorie des anneaux, ne sont plus toujours principaux et le théorème fondamental de l'arithmétique ne possède plus d'équivalent.
L'approche consistant à étudier une question uniquement sous l'angle des propriétés spécifiques d'une structure d'anneau particulière s'est révélée fructueuse. Richard Dedekind l'a utilisée avec succès en arithmétique et David Hilbert en géométrie algébrique. En 1920-1921, Emmy Noether choisit un nombre plus limité de propriétés vérifiées par certains anneaux et démontre de nombreux résultats sur ceux-ci.
Le terme d'« anneau noethérien » apparait en 1943 sous la plume de Claude Chevalley.

## Approche intuitive
Dans un anneau principal, tous les idéaux sont principaux. Autrement dit, si l'anneau est considéré comme un module sur lui-même, ses idéaux sont alors des sous-modules engendrés par un élément. Mais beaucoup d'anneaux usuels ne sont pas principaux. L'anneau ℤ[X] des polynômes à coefficients entiers est un exemple d'anneau non principal.
En arithmétique, il est fréquent d'utiliser des anneaux d'entiers algébriques, comme l'anneau {\displaystyle \mathbb {Z} [i{\sqrt {5}}]}, qui est un exemple d'anneau d'entiers quadratiques non factoriel donc non principal. Cependant, dans {\displaystyle \mathbb {Z} [i{\sqrt {5}}]}, tous les idéaux sont engendrés par un ou deux éléments. Plus généralement, dans tout anneau d'entiers algébriques d'un corps de nombres, les idéaux, à défaut d'être engendrés par un unique élément, le sont par un nombre fini d'éléments. Un anneau vérifiant cette propriété sera dit noethérien.
Cette configuration se retrouve en théorie des groupes. Si un groupe abélien (vu comme ℤ-module) est de type fini (c'est-à-dire admet une partie génératrice finie), tous ses sous-groupes sont des sous-modules de type fini. La propriété est la même, même si elle s'applique à un module et non plus à un anneau. Plus généralement, un module de type fini dans lequel tout sous-module est de type fini est dit noethérien. Cette propriété est un bon substitut de l'hypothèse de la dimension finie en algèbre linéaire.

## Définitions

### Anneau et module
De même qu'un corps commutatif est un espace vectoriel sur lui-même, il est possible de considérer un anneau A comme un A-module. Si l'anneau n'est pas commutatif, il existe alors deux produits externes différents. Soient λ un élément de A vu comme un scalaire et a un élément de A vu comme un vecteur, les deux produits externes associent respectivement à (λ, a) les vecteurs λ.a et a.λ. L'anneau A possède ainsi deux structures de A-module, l'une à gauche et l'autre à droite, qui coïncident si A est commutatif.
Une deuxième différence réside dans les sous-espaces vectoriels. Un corps n'en contient que deux : l'espace nul et le corps lui-même. Pour un anneau A, considéré comme A-module à gauche (resp. à droite), la notion de sous-module coïncide avec celle d'idéal à gauche (resp. à droite).
Un anneau A étant toujours supposé unitaire dans cet article, le A-module A possède une famille génératrice constituée d'un seul élément : l'unité (ou un élément inversible quelconque).

### Noethérianité
La noethérianité se définit aussi simplement sur un module. La définition d'anneau noethérien devient alors un cas particulier, celui où l'anneau est considéré comme un module sur lui-même (à gauche ou à droite).

- Un A-module M est dit noethérien si tout sous-module de M est de type fini
- L'anneau A est dit
  - noethérien à gauche si tous ses idéaux à gauche sont de type fini ;
  - noethérien à droite si tous les idéaux à droite sont de type fini ;
  - noethérien s'il est noethérien à droite et à gauche.

Dans le cas des anneaux commutatifs, ces trois définitions coïncident.

## Propriétés
Soit P un sous-module de M, le module M est noethérien si et seulement si P et M/P le sont.
On en déduit aussitôt :

- tout produit fini de modules noethériens à gauche est noethérien à gauche ;
- tout anneau quotient (par un idéal bilatère) d'un anneau noethérien à gauche est noethérien à gauche ;
- tout module de type fini sur un anneau noethérien est noethérien,.

On dispose de quatre définitions alternatives et équivalentes de la notion de module noethérien (qui se traduisent immédiatement pour les anneaux) :

Soit M un A-module. Les trois propriétés suivantes sont équivalentes :
1. M est noethérien ;
2. toute suite croissante de sous-modules de M est stationnaire ;
2 bis. toute suite croissante de sous-modules de type fini de M est stationnaire ;
3. tout ensemble non vide de sous-modules de M admet un élément maximal pour l'inclusion ;
3 bis. tout ensemble non vide de sous-modules de type fini de M admet un élément maximal pour l'inclusion.

Les propriétés 2 et 3 constituent la condition de chaîne ascendante sur les sous-modules de M. Elles permettent de démontrer le théorème de Krull dans le cas noethérien par une forme de l'axiome du choix moins élaborée que pour une démonstration dans le cas général d'un anneau commutatif : d'après la propriété 3 ci-dessus,

tout idéal propre est inclus dans un idéal maximal.
La décomposition des idéaux est plus délicate. Dans l'anneau commutatif principal ℤ par exemple, l'idéal 12ℤ est égal à la fois au produit des idéaux 2ℤ, 2ℤ et 3ℤ, et à l'intersection des idéaux 22ℤ et 3ℤ (qui est aussi leur produit). Dans un anneau commutatif seulement noethérien, trois propriétés s'en rapprochent (la première est utilisée dans l'article « Anneau de valuation discrète », la quatrième est le théorème de Lasker-Noether) :

Soit A un anneau commutatif noethérien.
1. Tout idéal de A contient un produit d'idéaux premiers, ou plus précisément, tout idéal I de A contient un produit d'idéaux premiers qui contiennent I.
2. Pour tout idéal de A, il existe un nombre fini d'idéaux premiers minimaux contenant cet idéal.
3. Tout idéal radiciel de A est intersection finie d'idéaux premiers.
4. Tout idéal de A est décomposable, c'est-à-dire intersection finie d'idéaux primaires.
5. Si A est de plus intègre alors il est atomique, c'est-à-dire que tout élément de A non nul et non inversible est produit d'un nombre fini d'éléments irréductibles.

Tout endomorphisme surjectif d'un module noethérien est un automorphisme.

## Exemples

### Premiers cas
Tout corps commutatif est manifestement noethérien, par absence d'idéaux non triviaux. Tout anneau principal est aussi noethérien car chaque idéal est engendré par un unique élément, ainsi ℤ, K[X] l'anneau des polynômes à coefficients dans un corps est noethérien. En revanche, lorsque c'est possible, il est plus simple de les étudier à l'aide d'une division euclidienne ou, ce qui est toujours possible, d'utiliser le théorème fondamental de l'arithmétique dans le cadre d'un anneau factoriel.
Tout anneau fini est noethérien, on trouve leur présence, par exemple dans le cadre de la géométrie algébrique ou de la théorie algébrique des nombres.

### Polynômes et séries formelles
Si un anneau commutatif A[(Xi)i∈I] de  polynômes en un nombre quelconque d'indéterminées est noethérien, alors l'anneau de coefficients A est clairement noethérien. Une réciproque partielle, découverte par David Hilbert en 1888 est nommée théorème de la base de Hilbert :

Soit A un anneau commutatif noethérien, l'anneau de polynômes A[X]  est noethérien.
Elle se généralise aisément (par récurrence) au cas d'un nombre fini d'indéterminées :

Soient A un anneau commutatif noethérien et n un entier naturel, l'anneau de polynômes A[X1, … , Xn] est noethérien.
En revanche, un anneau de polynômes sur un nombre infini d'indéterminées n'est jamais noethérien (quel que soit l'anneau de coefficients) : la suite d'idéaux dont le n-ième est engendré par (X1, … , Xn) est croissante mais non stationnaire.
Comme exemple d'utilisation, on peut imaginer en géométrie une surface algébrique S définie comme l'ensemble des racines d'une famille infinie de polynômes à plusieurs indéterminées et sur un anneau noethérien. Le théorème de la base de Hilbert indique qu'il suffit de considérer une famille finie de polynômes pour définir S. En effet, l'ensemble des polynômes s'annulant sur S forme un idéal.
Par un argument similaire (portant sur les coefficients non nuls de plus bas degré au lieu des coefficients dominants), on démontre le théorème suivant (qui se généralise de même à plusieurs indéterminées) :

Soit A un anneau commutatif noethérien, l'anneau de séries formelles A[[X]] est noethérien.

### Anneau d'entiers
Plusieurs exemples d'anneaux noethériens proviennent de l'arithmétique via l'étude d'équations diophantiennes, même si leur utilisation dépasse maintenant largement ce cadre. Un exemple simple est donné par le théorème des deux carrés de Fermat, qui fait intervenir l'anneau des entiers de Gauss. C'est l'anneau des entiers d'un corps quadratique donc, comme l'anneau des entiers de tout corps de nombres, c'est un anneau de Dedekind et un ℤ-module de type fini. En particulier, il est noethérien. Plus généralement :

Soient
A un anneau commutatif intègre,
K son corps des fractions,
L une extension finie séparable de K, et
B l'anneau des éléments de L entiers sur A.
Si A est noethérien et intégralement clos alors B est un A-module de type fini.
(L'article « Élément entier » montre que B est un anneau. Clairement, il contient A et il est commutatif unitaire et intègre.) Remarquons que d'après cet énoncé, B est noethérien en tant que A-module, mais aussi en tant qu'anneau, puisque c'est un quotient d'un anneau de polynômes en un nombre fini d'indéterminées à coefficients dans A.
Dans le même registre, on a aussi :
Théorème de Krull-Akizuki — Soient A un anneau commutatif intègre noethérien dont tout idéal premier non nul est maximal, K son corps des fractions, L une extension finie de K, et B un sous-anneau de L contenant A. Alors B est noethérien, et tout idéal premier non nul de B est maximal. En outre, pour tout idéal non nul J de B, le A-module B/J est de type fini.

## Classe des anneaux noethériens
La plupart des opérations algébriques conservent la noethérianité. Rappelons et complétons les exemples ci-dessus : 
- les corps et les anneaux principaux sont noethériens ;
- tout quotient et produit direct fini d'anneaux noethériens est noethérien ;
- tout anneau de polynômes à un nombre fini d'indéterminées sur un anneau noethérien est noethérien. Ainsi toute algèbre de type fini sur un anneau noethérien est noethérienne ;
- tout localisé d'un anneau noethérien est noethérien ; plus généralement, si M est un A-module noethérien, tout localisé S−1M est un S−1A-module noethérien. (En effet, pour tout sous-module N de S−1M, on a N = (S−1A)(N ∩ M) ; on en déduit que toute suite croissante (Nn) de sous-modules de S−1M est stationnaire, puisque la suite (Nn ∩ M) l'est.)
- le complété formel (en) d'un anneau commutatif noethérien pour la topologique I-adique (I un idéal de A) est noethérien ;
- si un anneau noethérien est fini sur un sous-anneau (c'est-à-dire qu'il est de type fini comme module sur le sous-anneau), alors ce dernier est noethérien (théorème d'Eakin-Nagata (en)) ;
- tout anneau est réunion croissante de sous-anneaux noethériens.

Par contre, en général, 
- un sous-anneau d'un anneau noethérien n'est pas noethérien (par exemple l'anneau de polynômes en une infinité d'indéterminées à coefficients dans un corps n'est pas noethérien, mais c'est un sous-anneau de son corps des fractions qui est noethérien) ;
- un produit tensoriel d'anneaux noethériens n'est pas noethérien (prendre L le corps des fractions rationnelles à une infinité d'indéterminées à coefficients dans un corps K et considérer le produit tensoriel {\displaystyle L\otimes _{K}L}. Ce dernier n'est pas noethérien, alors que K et L le sont).